# Philippine Dolbeau
Philippine Dolbeau, née en 1999, est une entrepreneuse, journaliste présentatrice et conférencière française.

## Biographie
Philippine Dolbeau, originaire des Yvelines, est l'aînée d'une fratrie de trois enfants. Sa mère est professeure de langues et son père travaille dans l'innovation.
Très jeune, elle s'intéresse à la technologie, et raconte avoir réparé dès l'âge de 10 ans des ordinateurs ou des téléphones, créer des jeux vidéos et des sites web pour les commerçants de son quartier.

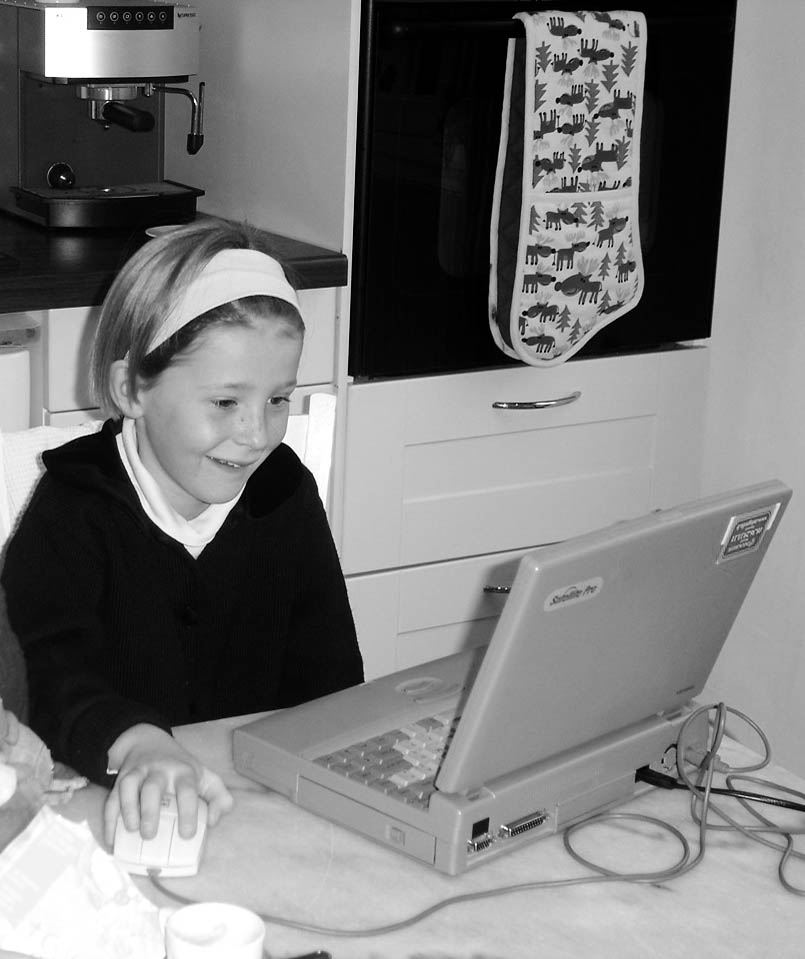
Philippine Dolbeau à l'âge de 6 ans.

En 2014, Philippine fait une rencontre avec une enseignante qui changera sa vie, et qui la mettra sur la route de l'entrepreneuriat à seulement 15 ans, devenant "la plus jeune entrepreneure de France" selon plusieurs médias nationaux. À la suite de cette aventure entrepreneuriale, Philippine Dolbeau se voit proposer le poste d'attachée de presse et chargée de communication du Président de la République, Emmanuel Macron, en 2020 . Elle sera ensuite nommée Sherpa de la délégation française des Jeunes Entrepreneurs du G20, en 2021. En 2023, Philippine Dolbeau devient journaliste présentatrice à la télévision, officiant à la tête de l'émission quotidienne "L'Ecole du Futur" sur SQOOLTV, première chaîne spécialisée en éducation. À l'été 2024, elle rejoint également les équipes de l'Express à la présentation du podcast "20/20" spécialisé dans l'orientation et l'enseignement supérieur.
À ce jour, Philippine Dolbeau est également consultante et formatrice en leadership en entreprise, et officie en tant qu'animatrice, maîtresse de cérémonie et conférencière sur des évènements internationaux comme VivaTech ou le GITEX. Parmi ses clients, Airbus, Google, Microsoft, Samsung, l'UNESCO, LG, American Express, La Poste ou encore Decathlon lui font confiance depuis 2016.

### Application NewSchool
En classe de Seconde, dans le cadre de son cours d'économie, son enseignante lui demande de créer une entreprise fictive. elle a alors l'idée d'utiliser un fait divers dont elle a eu connaissance en regardant un reportage à la télévision. En 2014, un enfant de 9 ans s'endort dans le bus sur le chemin de l'école, et, parce que l'enseignant n'a pas fait l'appel, personne ne remarque son absence,.
À l'aide d'une campagne de financement participatif et de ses économies personnelles, elle développe une application mobile, nommée NewSchool, permettant de vérifier la présence en classe des élèves, afin que des histoires comme celle-ci ne se reproduisent plus. L'application téléchargée par le personnel enseignant détecte automatiquement la présence de tags électroniques dont sont équipés les élèves présents en classe. Les parents des élèves absents de manière imprévue sont prévenus par SMS. L'application est testée dans trois classes de son lycée privé, puis dans une soixantaine d'établissements scolaires en France , avant d'être déployée dans  d’autres écoles privées françaises grâce à son partenaire, EcoleDirecte.
À la suite des attentats de Paris en 2015 qui ont fait peser de lourdes menaces sur les établissements scolaires, et face à la demande des établissements scolaires, Philippine Dolbeau adapte son système et développe de nouvelles fonctionnalités pour en faire une solution de vie scolaire, et de renforcement de la sécurité des élèves ,. Cette nouvelle solution s'appellera Sésame .
Le porte-clés était un objet ludique qui plaisait, mais il possédait des inconvénients : son coût et sa fragilité. Nous avons donc opté pour des cartes connectées 100 % personnalisables par l'école pour renforcer son identité auprès des élèves. L’objectif de NewSchool est de devenir une solution de gestion de vie scolaire, en remplaçant tous les outils utilisés par les élèves et enseignants par un seul et même objet, la carte Sésame.
Grâce à Sésame, le professeur peut scanner les cartes à l'entrée de la classe ou valider les profils sur son application dédiée. La carte fait également office de carte de cantine pour les étudiants et de carnet de correspondance. Il est donc possible de valider l'entrée et la sortie des élèves dans l'établissement en scannant la carte, comme c'est déjà le cas dans certains lieux ou événements. Sésame permet aussi d'emprunter facilement des livres à la bibliothèque, et de suivre les progrès scolaires des élèves,.
Pour sa solution, Philippine Dolbeau remporte de nombreux prix récompensant les jeunes entrepreneurs, dont le Prix Espoirs du Digischool Hype Awards, après l'obtention duquel elle attirera l'attention d'Apple, qui l'aide techniquement à développer son entreprise jusqu'à la revente de sa société en 2019. Elle est également récompensée du Prix de la Femme la Plus Innovante de l'Année 2017 par Les Napoléons , du titre de L'Une des 50 Femmes qui Changent le Monde par Madame Figaro, où elle figure aux côtés de Malala et de Michelle Obama, du Prix de l'Entrepreneure de l'Année par La Tribune, en 2018  ou encore, plus récemment, du Prix Femmes Forbes en 2023.
D'un point de vue plus politique et diplomatique, Philippine Dolbeau est une femme engagée pour son pays, en ayant fait partie de la délégation des entrepreneurs français en Chine en 2016, puis en rejoignant l'Elysée en 2020 avant d'être nommée Sherpa de la délégation du G20 des jeunes entrepreneurs en 2021, à Milan .

### Engagements
En parallèle de son attachement à la jeunesse et à l'éducation, elle décide de s'engager auprès de l'association Elles bougent, association de promotion des métiers scientifiques, techniques, technologiques et d'ingénierie auprès des jeunes filles et femmes qui souhaitent faire carrière malgré les pressions sociales.
Philippine Dolbeau est également un soutien actif de l'Institut Women Safe & Children, institut pionnier en France dans l’accompagnement pluridisciplinaire et gratuit des femmes et des mineurs victimes de violences.
Elle est également Ambassadrice de l'association Education For Madagascar , qui accompagne plus de 500 enfants sur le chemin de l'école à Madagascar.

## Prix et distinctions
- Prix Espoirs du Digischool Hype Awards, 2015[Quand ?][18].
- Prix National d'Innovation du Gala des Directions des Systèmes d'Information, 2016[Quand ?][18].
- Prix de la Startup Étudiante de l'Année par Engie, 2016[Quand ?][18].
- Prix de la Startuppeuse de l'Année par La Tribune, 2018[17]
- Ambassadrice Jeunesse du Women's Forum pour la France, 2023[23]
- L'Une des 50 Femmes qui Changent le Monde, Madame Figaro 2017 [24]
- L'Une des 10 Femmes à Suivre par SISTA Start'HER, 2017 [25]
- Femme Forbes 2023[26]